# Erich Brückner
Erich Ludwig Julius Brückner (* 31. Mai 1881 in Neubrandenburg; † 15. Dezember 1972 ebenda) war ein deutscher Architekt, Denkmalpfleger und Naturschutzbeauftragter.

## Leben
Erich Brückner (Nr. 118 der Geschlechtszählung) entstammte einer mecklenburgischen Gelehrtenfamilie und war der Sohn des Mediziners Ludwig Brückner (der Jüngere, 1844–1922, #84) und dessen zweiter Ehefrau Anna (Theodora Sophie), geb. Bade (1863–1944). Seine Schwester war Irmgard Unger-Brückner (1886–1978, #121), Theaterintendantin und Gründerin der Niederdeutschen Bühne Neubrandenburg, verheiratet mit dem Archäologen und Hochschullehrer Eckhard Unger (1885–1966).
Brückners Interesse für die Denkmalpflege und damit die spätere berufliche Laufbahn müssen bereits familiär in der Kindheit entstanden sein. Sowohl sein Vater als auch sein namensgleicher Großvater Ludwig Brückner (der Ältere, 1814–1902, #45) waren in der Heimatkunde aktiv tätig und Vorsitzende des Neubrandenburger Museumsvereins, aus dessen Sammlungen später das heutige Regionalmuseum Neubrandenburg entstand. Brückner besuchte das Gymnasium in Neubrandenburg, bestand 1902 das Abitur und studierte von 1902 bis 1908 an der Technischen Hochschule München sowie der Technischen Hochschule Charlottenburg.
Nach Abschluss seines Studiums arbeitete er zunächst drei Jahre in Merseburg beim Provinzialkonservator von Sachsen, Robert Hiecke. Hier war er mit der Durchführung denkmalpflegerischer Aufgaben betraut, etwa der Bauleitung bei der Restaurierung der Burg Normannstein in Treffurt (Werra). Es folgte eine Zeit als Regierungsbauführer und 1912 die Ernennung zum Regierungsbaumeister bei der Preußischen Bauverwaltung. Während dieser Zeit befasste er sich mit Wiederherstellungsarbeiten an der Stadtkirche Beeskow (Mark) und der Kirche zum Lügumkloster.
Im Jahr 1914 kam Brückner zurück in seine Heimat und übernahm die Funktion des Regierungsbaumeisters am Großherzoglich Mecklenburg-Strelitzer Hochbauamt in Neustrelitz. und nach 1934 als Regierungsbaurat für den Kreis Stargard im Staatsministerium des Landes Mecklenburg. Seit 1913 war er Mitarbeiter in der Kommission zur Inventarisierung der Bau- und Kunstdenkmale in Mecklenburg-Strelitz und hatte maßgeblichen Anteil am Entstehen des vierbändigen Inventars der Kunst- und Geschichtsdenkmäler des Freistaates Mecklenburg-Strelitz. Von 1936 bis 1939 war er zudem Naturschutzbeauftragter für den Kreis Stargard-Nord und 1944/45 in gleicher Funktion für den Stadtkreis Neustrelitz.
Zu Brückners Projekten in der staatlichen Bauverwaltung zählte die Leitung bei Sicherungsarbeiten an den Stadtbefestigungen in Neubrandenburg, Friedland und Woldegk, an den Schlössern Hohenzieritz, Weisdin und Sponholz und an der Burg Stargard. Er war an der Rekonstruktion der mittelalterlichen Wiekhäuser in Neubrandenburg beteiligt wie auch an der Umgestaltung der Orangerie in Neustrelitz.
Nach seiner Pensionierung engagierte sich Brückner ab Ende der 1940er Jahre als „ehrenamtlicher Vertrauensmann der Denkmalpflege“ des Landesamtes für Denkmalpflege unter der Leitung von Heinz Mansfeld. In der Veröffentlichung Denkmalpflege in Mecklenburg. Jahrbuch 1951/52 beschrieb Brückner z. B. die Wiederherstellung des Schlosses Mirow und seiner neuen Nutzung als Landesaltersheim. Seine Erfahrungen und Kenntnisse im Bereich der Denkmalpflege aus der Zeit von vor dem Zweiten Weltkrieg waren für die sich etablierende institutionelle Denkmalpflege der DDR unverzichtbar. Der Arbeitsstellenleiter Walter Ohle bezeichnete 1958 den Vertrauensmann Erich Brückner als „Senior“ unter den ehrenamtlichen Denkmalpflegern. „Obwohl sich der ‚Senior‘ aus seinen beruflichen Tätigkeiten eigentlich hatte zurückziehen wollen, stand er für verschiedene ehrenamtliche Aufgaben zur Verfügung, bei denen er sich insbesondere für den Wiederaufbau Neubrandenburgs einsetzte.“
Ab 1946 war Erich Brückner – Regierungsoberbaurat a. D., Neubrandenburg – Mitglied im Synodalausschuss der Evangelischen Kirche in Mecklenburg.
Familie
Erich Brückner war seit 1911 verheiratet mit Elsa, geb. Gentzcke (1886–1962), einer Tochter des Greifswalder Kaufmanns und Senators Carl Gentzcke (1847–1916). Der Ehe entstammten vier Kinder. Erich Brückner, der viele Jahre in Neustrelitz gelebt hatte, wurde auch in Neustrelitz bestattet.

## Schriften (Auswahl)
- Der Ratzeburger Dom, ein Denkmal aus großer deutscher Zeit. In: Heimatkalender für das Fürstentum Ratzeburg. 1924, ZDB-ID 545889-4
- Baudenkmäler aus der dörflichen und städtischen Siedlung des Mittelalters in Mecklenburg-Strelitz. In: Otto Schmidt (Hrsg.): Mecklenburg – ein Lesebuch. Hinstorff, Wismar 1925, S. 145–165 (RosDok).
- Bauernhäuser und Volkskunst im Lande Ratzeburg. In: Georg Krüger-Haye (Hrsg.): Die Kunst- und Geschichts-Denkmäler des Freistaates Mecklenburg-Strelitz. Band 2 Das Land Ratzeburg. Brünslow, 1934, S. 393–418 (RosDok).
- Schloß Mirow wird Landesaltersheim. In: Heinz Mansfeld (Hrsg.): Denkmalpflege in Mecklenburg. Jahrbuch 1951/52, Dresden 1951, S. 144–156.
- Zur Bebauung der Friedländer Straße in Neubrandenburg. In: Deutsche Architektur. (1955), H. 7, S. 302–306.
- Fritz Löffler (Hrsg.): Die St. Marienkirche zu Neubrandenburg. (= Das christliche Denkmal; 11) Union Verlag (VOB), Berlin 1957, (SLUB Dresden).
- Neubrandenburgs mittelalterliche Wehrbauten. In: Carolinum – Gymnasium Carolinum Neustrelitz. Band 30, Nr. 40, Schulverein „Carolinum“ e. V., Neustrelitz 1964, ISSN 0008-6827, S. 16–32.
- Der Wiederaufbau Neubrandenburgs im 18. Jahrhundert als Grundlage für den Neuaufbau nach 1945. In: Mitteilungen des Instituts für Denkmalpflege – Arbeitsstelle Schwerin an die ehrenamtlichen Beauftragten für Denkmalpflege der Bezirke Rostock, Schwerin, Neubrandenburg. Band 20, 1971, ISSN 0302-5594, S. 141–145 (Hier in gekürzter Fassung anlässlich des 90. Geburtstages).
- mit Irmgard Unger-Brückner: Vom Wirken der Familie Brückner. In: Rat der Stadt Neustrelitz (Hrsg.): Aus dem alten Neubrandenburg. (= Schriftenreihe des Karbe-Wagner-Archivs; 9), Neustrelitz 1971, S. 46–51.

Brückner veröffentlichte zahlreiche Mecklenburgica-Schriften zur Architekturgeschichte und zur Baudenkmalpflege, die u. a. in den Mecklenburgischen Monatsheften, in der Zeitschrift Carolinum des Gymnasiums Carolinum Neustrelitz, in den Mecklenburg-Strelitzer Heimatblättern und im Heimatkalender für das Fürstentum Ratzeburg erschienen. (Siehe Weblinks zur Landesbibliographie MV)